# Xenophoma
Xenophoma is een geslacht van schimmels uit de orde Pleosporales. De typesoort is Xenophoma puncteliae. 

## Soorten
Volgens Index Fungorum telt het geslacht twee soorten (peildatum september 2023):
| Soortnaam            | Auteur(s)                            | Publicatiejaar |
| -------------------- | ------------------------------------ | -------------- |
| Xenophoma microspora | Magaña-Dueñas, Stchigel & Cano-Lira  | 2021           |
| Xenophoma puncteliae | (Diederich & Lawrey) Crous & Trakun. | 2014           |